# NetEase
NetEase (cinese semplificato: 网易; cinese tradizionale: 網易; pinyin: wǎng yi) NASDAQ: NTES è una società cinese di tecnologia internet che opera sul portale web 163.com e fornisce servizi online incentrati su contenuti, comunità, comunicazioni e commercio. L'azienda è stata fondata nel 1997 da Ding Lei. NetEase sviluppa e gestisce giochi online per PC e dispositivi mobili, servizi pubblicitari, servizi di posta elettronica e piattaforme di e-commerce in Cina. È una delle più grandi aziende di internet e videogiochi al mondo. NetEase dispone di un servizio di streaming musicale on-demand (NetEase Cloud Music).
I videogiochi NetEase includono: la serie Westward Journey, Tianxia III, Heroes of Tang Dynasty Zero, Ghost II, Nostos, Onmyoji e Rules Of Survival. NetEase collabora anche con Activision Blizzard per gestire le versioni cinesi dei loro giochi, come World of Warcraft, StarCraft II, Overwatch.
L'azienda dal giugno 1997 è cresciuta rapidamente, grazie anche al suo investimento in tecnologia dei motori di ricerca e successivamente investendo nel fantasy Westward Journey, un MMORPG sviluppato internamente da NetEase e molto diffuso in Cina. Nel 2007 ha creato il motore di ricerca Youdao.
Nel 2012, ha cambiato ufficialmente il nome da NetEase.com, Inc a NetEase, Inc.